# Welling United F.C.
Welling United Football Club er en professionel fodboldklub, der er baseret i Welling i London Borough of Bexley, England. Klubbens førstehold spiller i Isthmian League.

## Historie
Welling United Football Club blev grundlagt i 1963. Det begyndte som et ungdomshold, der spiller i Eltham & District Sunday League på en parkbane fra 1963-64 til 1970-71. Fra 1971-72 til 1974-75 spillede de i Metropolitan-London League Intermediate/Reserves Division. I 1975-76 spilles de i London Spartan League Reserve Division One. De fik seniorstatus i London Spartan League i 1976, ved Butterfly Lane, Eltham. Det sluttede som nummer seks i Division 2 i 1976-77 og rykkede op i Premier Division. I 1977 flyttede Welling til Park View Road, som tidligere havde tilhørt det nu hedengangne Bexley United. De sluttede sig til Athenian League i 1978. I 1981 kom de videre til Sydlige Football Leagues Sydlige Division.
Efter blot en sæson på det niveau, befandt klubben befandt sig i Southern League Premier Division efter ligaen blev re-organiseret. I 1985-86 vandt de ligaen med 23 point og blev forfremmet til Football Conference.
Selv om de kæmpede i Conference, og kun to gange sluttede over 11. pladsen over 14 sæsoner, nød de en vis pokalsucces i denne periode, ved at nå første runde af FA Cup i seks på hinanden følgende sæsoner, og ved en lejlighed slog de Kents Football League-hold, Gillingham, ud. De nåede også en enkelt gang til tredje runde hvor de tabte 1-0 på Park View Road til Blackburn Rovers.

## Klubrekorder
- Højeste liga position:[1]
  - 6. i den Football Conference: 1989-90
- Største fremmøde:[2]
  - 4.100 v Gillingham FA Cup 1. Runde, 22. november, 1989
- FA Cup bedste præstation
  - Tredje Runde: 1988-89
- FA Trophy bedste præstation
  - Kvartfinalerne: 1988-89, 2006-07
- FA Vase bedste præstation
  - Tredje Runde: 1979-80